# 课征金融交易税以协助公民协会

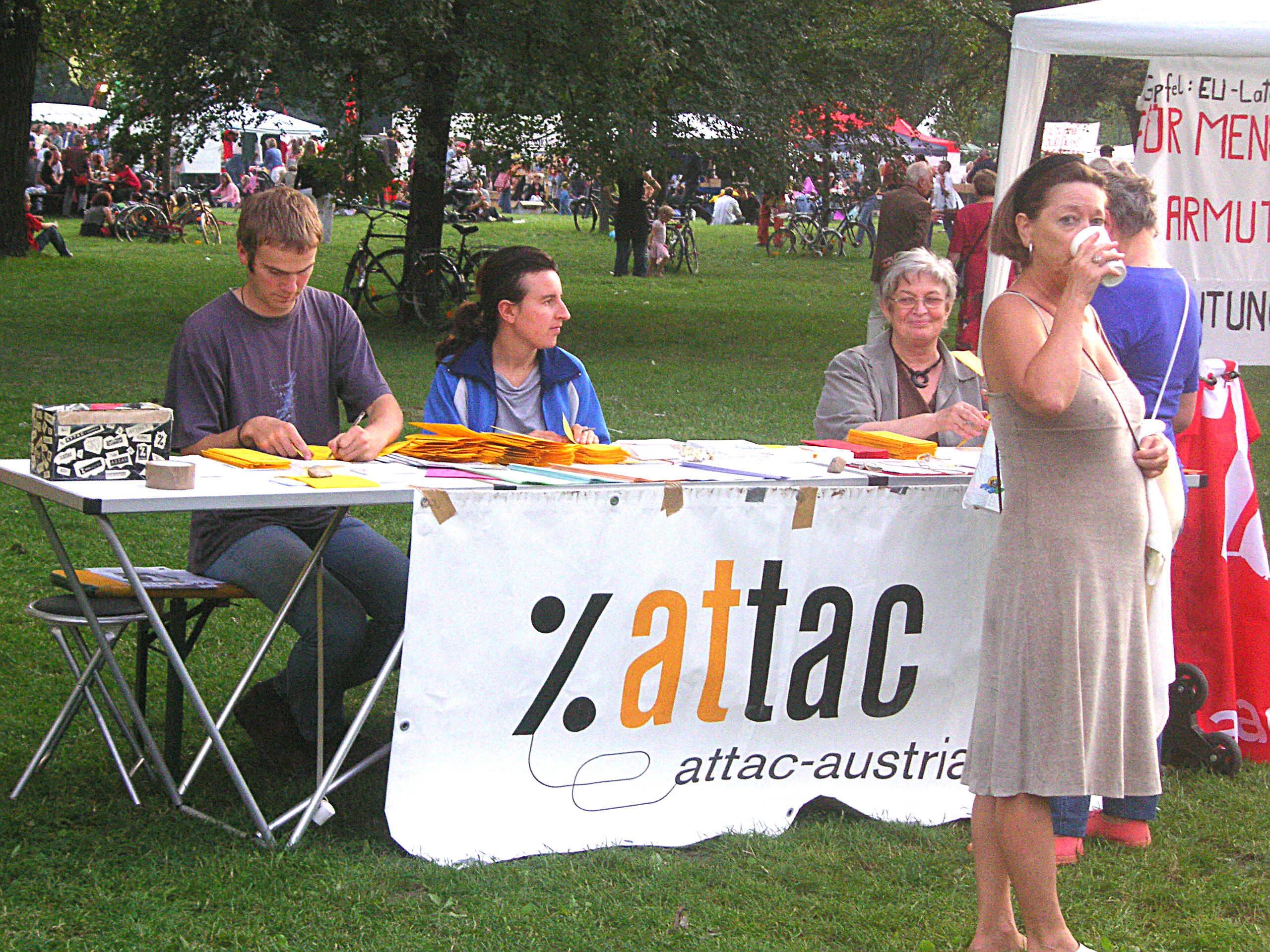
課徵金融交易稅以協助公民协会攤位標誌

課徵金融交易稅以協助公民协会（法語：Association pour la taxation des transactions pour l'aide aux citoyens，缩写为ATTAC）是一個提倡課徵外匯交易稅（托賓稅）的社會運動團體。
課徵金融交易稅以協助公民协会於1998年成立於法國，目前在55國成立組織。它起初僅經營托賓稅議題，現在則關注與全球化相關的各種議題，並監察世界貿易組織、經濟合作與發展組織與國際貨幣基金的決策。課徵金融交易稅以協助公民协会不認為自身是所謂反全球化團體，只批判籠罩經濟全球化的新自由主義意識型態，而支持公正並可持續發展的「全球化」。課徵金融交易稅以協助公民协会反對「社會商品化」，口號為「世界不是拿來賣的」。
部份成員也是世界社會論壇與歐洲社會論壇的發起人。

## 訴求與活動
主要訴求：
- 管制金融市場（例如托賓稅）。
- 以「公平貿易」取代「自由貿易」，對世界貿易組織、國際貨幣基金、世界銀行、北美自由貿易協定及八大工業國組織等國際組織實施民主化。
- 保衛空氣、水與資訊等公共財產。
- 保衛公共社會服務，例如與健康或社會安全、社會服務相關者。例如：反對退休金系統與健保系統的私有化。
- 廢止避稅天堂。
- 可持續發展的全球化。
- 取消發展中國家債務。

在法國，課徵金融交易稅以協助公民协会與許多其它左翼運動結盟，也支持約瑟·博維的鬥爭。

## 外部連結
- ATTAC 首頁（页面存档备份，存于）
- ATTAC.info

### 亞洲
- ATTAC-日本（页面存档备份，存于）
- ATTAC-黎巴嫩（页面存档备份，存于）

### 非洲
- ATTAC-摩洛哥（页面存档备份，存于）
- ATTAC-布吉納法索

### 美洲
- ATTAC-阿根廷（页面存档备份，存于）
- ATTAC-智利
- ATTAC-哥倫比亞
- ATTAC-秘魯（页面存档备份，存于）
- ATTAC-烏拉圭（页面存档备份，存于）
- ATTAC-委內瑞拉（页面存档备份，存于）

### 歐洲
- ATTAC-安道爾
- ATTAC-奧地利（页面存档备份，存于）
- ATTAC-比利時（页面存档备份，存于）
- ATTAC-丹麥
- ATTAC-西班牙（页面存档备份，存于）
- ATTAC-芬蘭（页面存档备份，存于）
- ATTAC-法國（页面存档备份，存于）
- ATTAC-德國（页面存档备份，存于）
- ATTAC-希臘
- ATTAC-匈牙利（页面存档备份，存于）
- ATTAC-義大利（页面存档备份，存于）
- ATTAC-澤西島（页面存档备份，存于）
- ATTAC-盧森堡（页面存档备份，存于）
- ATTAC-西班牙馬德里（页面存档备份，存于）
- ATTAC-荷蘭
- ATTAC-挪威（页面存档备份，存于）
- ATTAC-葡萄牙（页面存档备份，存于）
- ATTAC-西班牙巴倫西亞自治區
- ATTAC-波蘭（页面存档备份，存于）
- ATTAC-加拿大魁北克（页面存档备份，存于）
- ATTAC-瑞士（页面存档备份，存于）
- ATTAC-瑞典